# Kellita Smith
Kellita Smith (Chicago, 15 de enero de 1969) es una comediante, modelo y actriz estadounidense, más conocida por su papel de Wanda McCullough en la sitcom de Fox The Bernie Mac Show (2001-2006).

## Vida y carrera
Nació en Chicago (Illinois) y vivió gran parte de su vida en Oakland (California). A temprana edad ella comenzó con trabajos como modelo. comenzó su carrera como actriz de escenario en Tell It Like It Tiz. Otros créditos teatrales incluyen una producción en Los Ángeles No Place to be Somebody en el K.C. La Compañía de Teatro "Felling" (The Hudson Theatre). Por la cual ganó un premio NAACP Theatre Award a la mejor actriz de reparto en 1996, The Thirteenth Thorn (Complex Theatre) por la que fue nominada para un premio NAACP de Teatro a la mejor actriz en One Woman Two Lives estrenada en el Teatro The Imagined Life en julio de 2009.
En televisión, hizo su debut en un episodio de In Living Colory posteriormente apareció como invitada en Living Single, Moesha, The Parkers y en NYPD Blue. Tuvo papeles recurrentes en Martin, Sister, Sister, Malcolm & Eddie and The Jamie Foxx Show. En 2001 fue fichada junto a Bernie Mac en la sitcom de Fox The Bernie Mac Show. Dicha serie permaneció cinco temporadas al aire, entre 2001 y 2006. Fue nominada en cuatro ocasiones para el NAACP Image Award por su papel de Wanda McCullough en The Bernie Mac Show. En la pantalla grande, coprotagonizó Hair Show (2004) junto a Mo'Nique, y luegoapareció en Fair Game, King's Ransom, Roll Bounce y Three Can Play That Game. En el año 2012 regresó a la TV con el papel de la primera dama Lady Katherine Johnson en la comedia The First Family. En 2014, Smith obtuvo el papel de Roberta Warren en la serie postapocalíptica de Syfy, Z Nation. Apareció también en Sharknado 3: Oh Hell No!, en 2015, repitiendo el papel de Roberta Warren.

## Filmografía

### Cine
| Año  | Título                           | Papel                              | Notas         |
| ---- | -------------------------------- | ---------------------------------- | ------------- |
| 1994 | House Party 3                    | Chica del vestido negro y amarillo | No acreditada |
| 1995 | The Crossing Guard               | Tanya                              |               |
| 2000 | Retiring Tatiana                 | CeCe                               |               |
| 2000 | Masquerade                       | Monica                             | Telefilm      |
| 2001 | Kingdom Come                     | Bernice Talbert                    |               |
| 2004 | Hair Show                        | Angela                             |               |
| 2005 | Fair Game                        | Cheryl                             |               |
| 2005 | King's Ransom                    | Renee King                         |               |
| 2005 | Roll Bounce                      | Vivian                             |               |
| 2007 | Three Can Play That Game         | Carla                              |               |
| 2007 | Feel the Noise                   | Tanya                              |               |
| 2010 | Conspiracy X                     | Justice Jackie Woods               |               |
| 2010 | From Cape Town with Love         | Marsha                             | Cortometraje  |
| 2011 | She's Not Our Sister             | Vivian                             | Telefilm      |
| 2012 | Gang of Roses 2: Next Generation | Madame L                           |               |
| 2013 | The Love Section                 | Pat Darden                         |               |
| 2014 | Imperial Dreams                  | Tanya                              |               |
| 2014 | The Choir Director               | Anita Emerson                      |               |
| 2015 | A Deadly Adoption                | Agente Mason                       | Telefilm      |
| 2015 | Sharknado 3: Oh Hell No!         | Sargento Roberta Warren            | Telefilm      |
| 2015 | The Preacher's Son               | Anita Emerson                      |               |
| 2015 | The Man in 3B                    | Det. Anderson                      |               |

### Televisión
| Año       | Título                  | Papel                          | Notas |
| --------- | ----------------------- | ------------------------------ | --- |
| 1993      | In Living Color         |                                | Episodio: "Dirty Little Dick" |
| 1993      | Living Single           | Susan                          | Episodio: "A Kiss Before Lying" |
| 1994      | Hangin' with Mr. Cooper | Jaclyn                         | Episodio: "Clothes Make the Man" |
| 1994–1995 | Martin                  | Tracy                          | Papel recurrente, 10 episodios |
| 1995      | Sister, Sister          | Tonya                          | Papel recurrente, 3 episodios |
| 1996      | The Wayans Bros.        | Claire                         | Episodio: "Hearts and Flowers" |
| 1996      | Dangerous Minds         | Dominique                      | Episodio: "Hair Affair" |
| 1996      | Moesha                  | Melba                          | Episodio: "Women Are from Mars, Men Are from Saturn" |
| 1997      | High Incident           |                                | Episodio: "Remote Control" |
| 1997      | Malcolm & Eddie         | Danielle                       | Papel recurrente, 4 episodios |
| 1997      | The Parent 'Hood        | Sheila                         | Episodio: "Zaria Peterson's Day Off" |
| 1997–1999 | The Jamie Foxx Show     | Cherise                        | Papel recurrente, 7 episodios |
| 1999      | The Steve Harvey Show   | Ava Whitley                    | Episodio: "Little Stevie Blunder" |
| 1999      | The Parkers             | Valerie Maxwell                | Episodio: "And the Band Plays On" |
| 2000      | For Your Love           | Sophia                         | Episodio: "The Special Delivery" |
| 2001      | Nash Bridges            | Regina Adams                   | Episodio: "Kill Joy" |
| 2001      | NYPD Blue               | Mrs. Childs                    | Episodio: "Under Covers" |
| 2001–2006 | The Bernie Mac Show     | Wanda McCullough               | Habitual de la serie, 104 episodios Nominated — NAACP Image Award for Outstanding Actress in a Comedy Series (2003-2005) Nominated — NAACP Image Award for Outstanding Supporting Actress in a Comedy Series (2006) Nominated — BET Comedy Award for Outstanding Lead Actress in a Comedy Series (2004-2005) |
| 2012–2013 | The First Family        | Primera dama Katherine Johnson | Habitual de la serie, 36 episodios Nominated — NAACP Image Award for Outstanding Actress in a Comedy Series (2013) |
| 2014–2018 | Z Nation                | Teniente Roberta Warren        | Habitual de la serie |